# Aeroporto de Lausanne
46° 32′ 43″ N, 6° 37′ 00″ L
O Aeroporto de Lausanne-Blécherette ou de Lausana-Blécherette (código IATA: QLS, ICAO LSGL) é um aeroporto que serve Lausanne, no cantão de Vaud, na Suíça. 
O aeroporto situa-se a uma altitude de 622 metros sobre o nível do mar. Possui uma pista asfaltada, que possui um declive; portanto, o comprimento máximo para a decolagem e pouso varia, dependendo da direção, entre 775 e 805m.
Há um simulador de Boeing 737 no aeroporto. 